# Leopardtallpiga
Leopardtallpiga (Harmonia quadripunctata) är en skalbaggsart som först beskrevs av Pontopiddian 1763. Den ingår i släktet Harmonia och familjen nyckelpigor. Inga underarter finns listade i Catalogue of Life.

## Beskrivning
Utseendet är mycket växlande, med en grundfärg som varierar mellan skär, laxrosa och gul. Även täckvingarnas mönster finns i två former: Antingen med 16 till 20 svarta fläckar, 8 till 10 på varje täckvinge, eller med 4 svarta fläckar, 2 på varje täckvinges ytterkant. Arten kan även ha beige markeringar på täckvingarna. Halsskölden är vit med 5 till 9 (ibland upp till 11) svarta fläckar i ett M-format mönster. Melanistiska (helsvarta) former är ovanliga. Längden är 5 till 8 mm.
Den fullbildade larven är svart med en klarorange sidolinje och taggförsedda pucklar. Puppan är ljust gråbrun, ibland med en dragning åt skärt, med svarta prickar i sex längsrader. Den sista larvhuden klär puppans bas.

## Utbredning
I Europa finns leopardtallpigan främst i Centraleuropa inklusive Storbritannien (främst England och Wales) med spridda fynd i Sydfrankrike och Italien samt norrut till mellersta Skandinavien. Österut når utbredningsområdet över Ryssland, Vitryssland, Ukraina, Sibirien, Kaukasus, Georgien, Armenien, Azerbajdzjan, Nordafrika och Mellanöstern till Kina och Koreahalvön. Arten har även introducerats till USA (i New Brunswick); arten betraktas dock inte som etablerad i landet). I Sverige finns arten i Skåne, Halland, Blekinge, Bohuslän, Öland, Gotland, Uppland, Västergötland, Södermanland, Västmanland och Värmland. Den förekommer i Finland, men endast tre observationer har registrerats, alla vid eller nära sydkusten: September 2023 i landskapet Nyland (Helsingfors, i Arabia köpcentrum), augusti 2022 i Kymmenedalen (Koria), samt juni 2020 i Egentliga Finland (Pargas).

## Bevarandestatus
I Sverige är arten klassificerad som livskraftig (LC). I Finland hade arten 2019 ännu inte blivit formellt rödlistad, utan är klassificerad som ej bedömd (NE), med tillägget "Mycket sällsynt, slumpmässig vandrare".

## Ekologi
Leopardtallpigan är specialiserad på barrträd som tall, gran och douglasgran, men har även påträffats i habitat som hedar, buskskog, gräsmarker och dynlandskap. Födan består av barrlöss som Pineus pini och bladlöss som Cinara pilicornis. Arten övervintrar under barken på barrträd.

## Bildgalleri

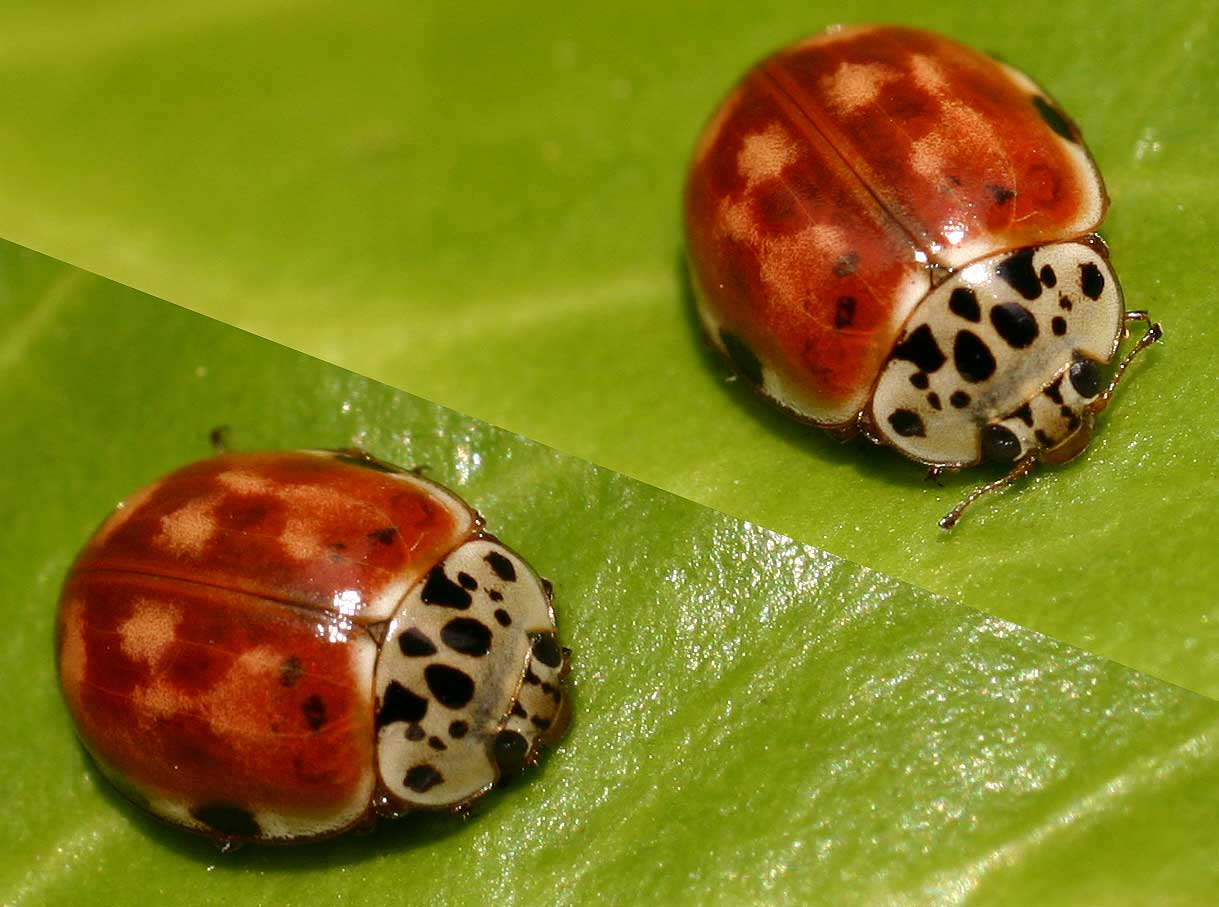
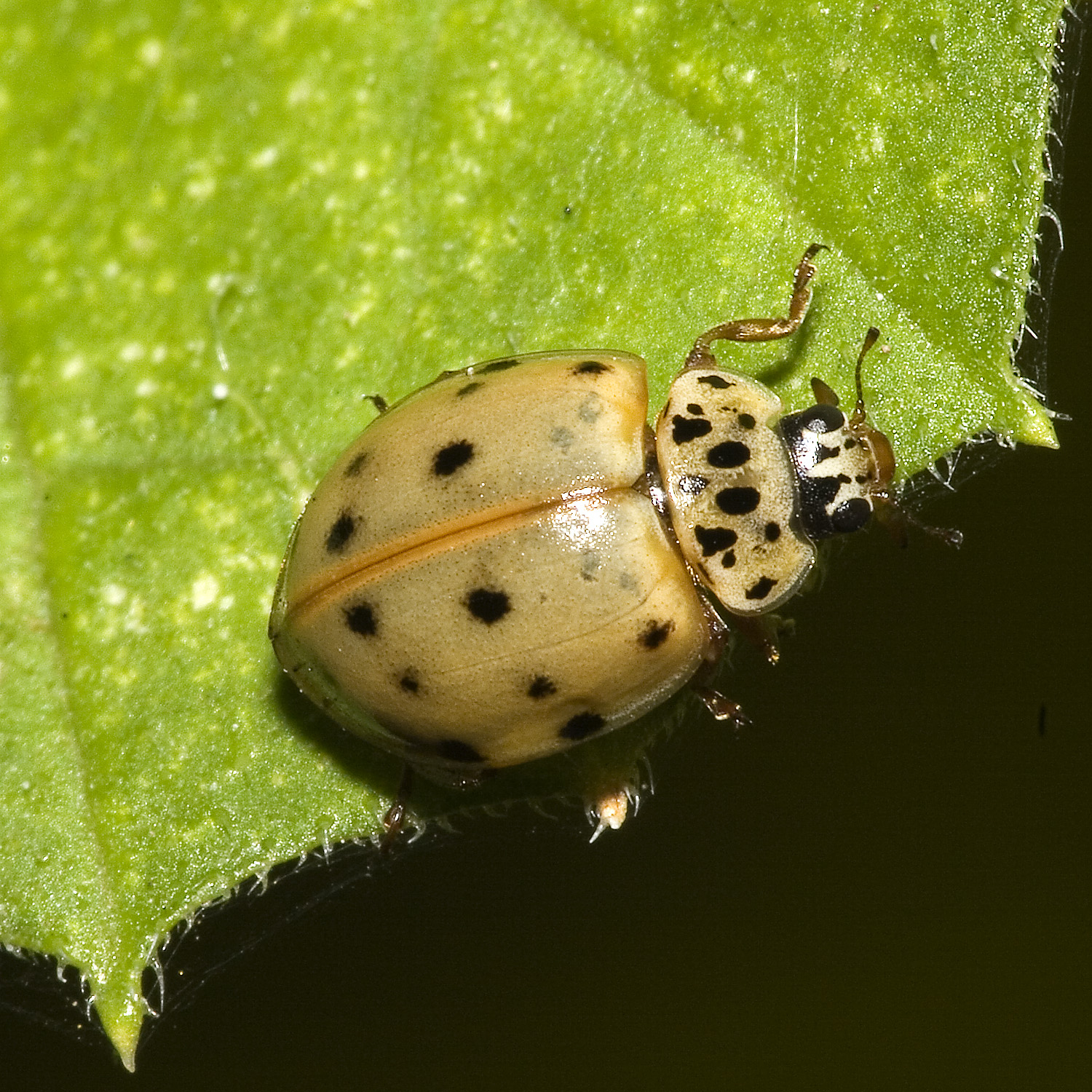
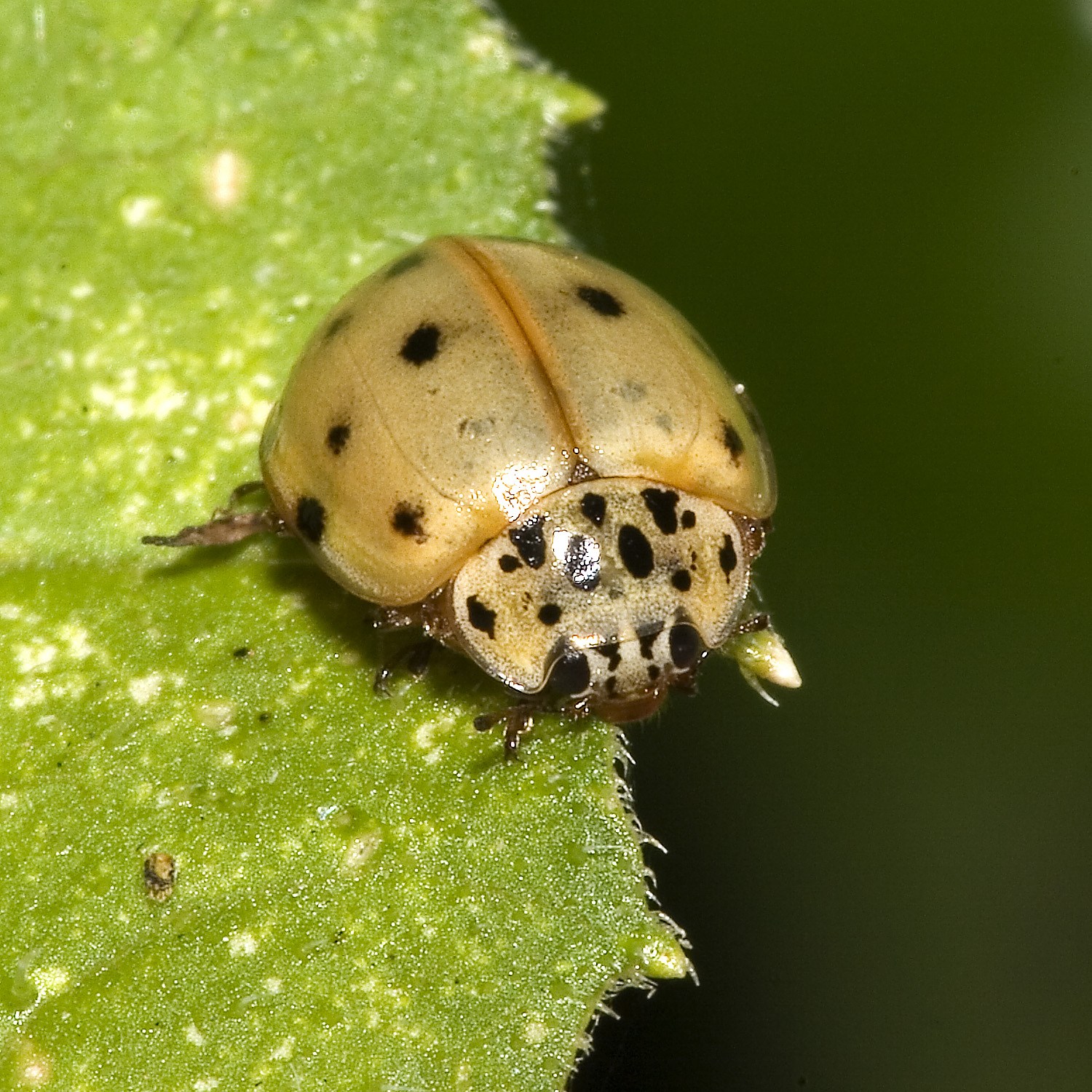
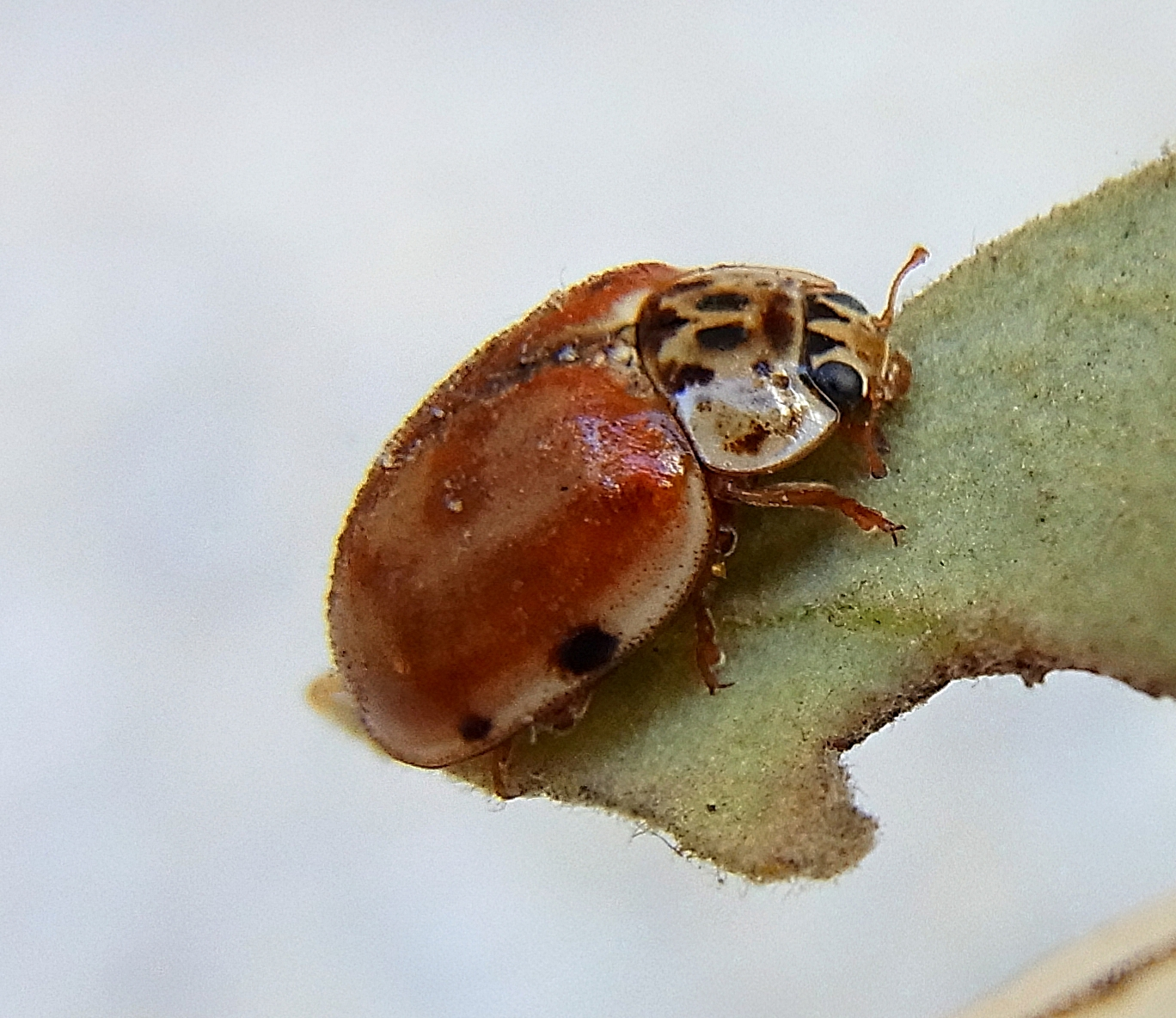
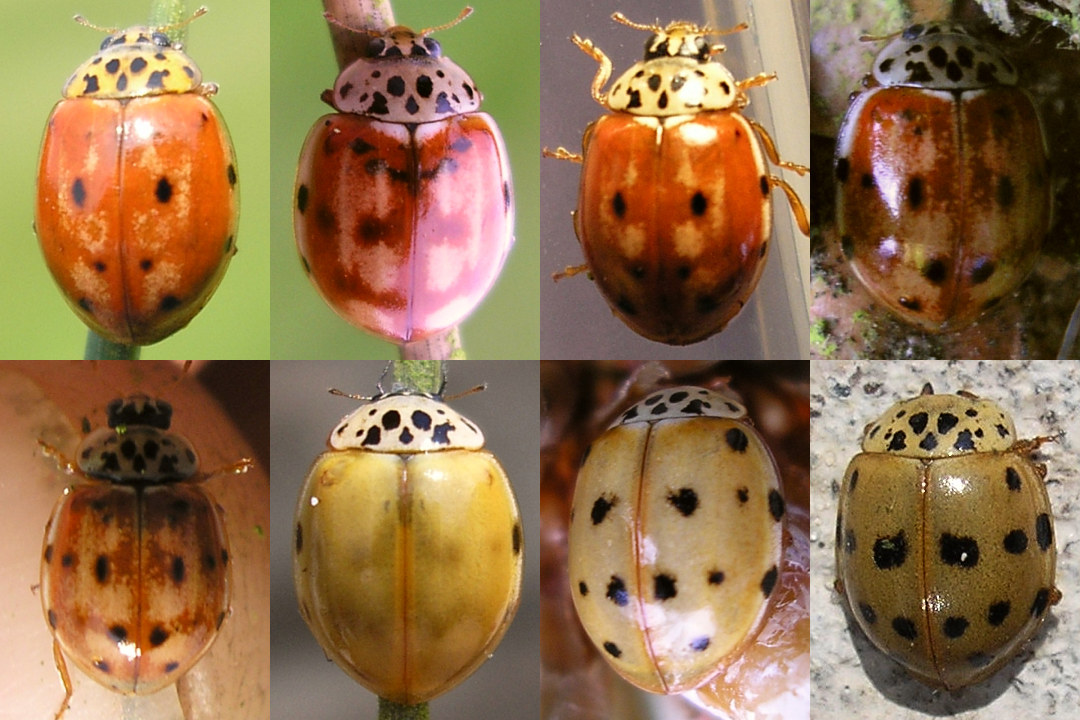